# Tapio (nom)
Pour les articles homonymes, voir Tapio (homonymie).
Tapio est un nom de famille finlandais. 
Il comptait 3253 porteurs en Finlande au début du mois de mars 2020. 

## Finlandais célèbres ayant Tapio comme nom de famille
- Anna Tapio (1900–?), Professeur
- Anttoni Tapio (né en 1992), basketteur
- Eero Tapio (né en 1941), champion du monde de lutte
- Eeva Tapio (1927-2019), botaniste et professeur
- Erika Tapio (née en 1976), coureuse de demi-fond
- Irma Tapio (née en 1946), chanteuse
- Janne Tapio (née en 1975), motoneigiste
- Jorma Tapio (né en 1957), musicien de jazz et saxophoniste
- Juha Tapio (né en 1974), chanteur pop, parolier, compositeur et guitariste
- Juha K. Tapio (né en 1957), critique littéraire et écrivain
- Jussi Tapio (né en 1986), joueur de hockey sur glace

## Pseudonymes
- Kari Tapio, pseudonyme de  Kari Tapani Jalkanen  (1945-2010), auteur-compositeur-interprète
- Marko Tapio, pseudonyme de  Marko Viktor Tapper  (1924-1973), auteur
- Matti Tapio, pseudonyme de  Matti Tapio Johansson  (1926-1978), réalisateur et acteur
- Vilho Tapio, pseudonyme de  Odert W. Renell  (1876-1951), maître d'oeuvre